# Кулинський район
Кулинський район — муніципальний район в Дагестані компактно заселений лакцями.
Адміністративний центр — село Вачі.

## Територія
Площа району 649км². Район межує з: Лакським, Акушинським, Дахадаєвським, Агульським та Рутульським районом.

## Адміністративний поділ
До складу району входять 14 населених пунктів.
Населені пункти: Кані, Віхлі,Хаймі, Кулі, Хайхі, Цийші, Вачі, Кая, Сумбатль,Цушар,Сукіях, Цовкра-1, Цовкра-2, Хосрєх.

## Населення
Чисельність населення району — 11 174 осіб (2010).
Національний склад населення за даними перепису 2010 р.
- лакці — 97,4%
- інші — 2,6%